# Bianor maculatus
Espèce
Synonymes
- Scythropa maculata Keyserling, 1883

Bianor maculatus est une espèce d'araignées aranéomorphes de la famille des Salticidae.

## Distribution
Cette espèce se rencontre en Australie et en Nouvelle-Zélande.

## Description
La carapace du mâle décrit par Logunov en 2001 mesure 2,33 mm de long sur 1,88 mm et l'abdomen 2,85 mm de long sur 1,88 mm et la carapace de la femelle mesure 2,05 mm de long sur 1,83 mm et l'abdomen 2,65 mm de long sur 2,10 mm.

## Publication originale
- Keyserling, 1883 : Die Arachniden Australiens. Nürnberg, vol. 1, p. 1421-1489 (texte intégral).